# The breaking of the world
The breaking of the world is een studioalbum van Glass Hammer. Het album werd opgenomen in hun eigen Sound Recources geluidsstudio in Chattanooga met aanvullende opnamen in Engeland. Glass Hammer kon bij de opname van dit album geen gebruik maken van hun zanger Jon Davison, aangezien die op concertreis was met Yes. Daarom werden oude kracht Carl Groves teruggeroepen.
Het album werd goed ontvangen binnen de niche van de progressieve rock.

## Musici
- Carl Groves – zang
- Susie Bogdanowicz – zang
- Alan Shikoh – gitaar, elektrische sitar
- Steve Babb – basgitaar, toetsinstrumenten, achtergrondzang
- Fred Schendel – toetsinstrumenten, gitaar, achtergrondzang, eerste zangstem op Third floor
- Aaron Raulston – slagwerk

Met
- Steve Unruh – viool op Bandwagon, dwarsfluit op Babylon
- Michele Lynn (eerste zangstem op Haunted, achtergrondzang op Third floor

## Muziek
| Nr. | Titel                                                              | Duur  |
| --- | ------------------------------------------------------------------ | ----- |
| 1.  | Mythopoeia (part 1-3) (M: Babb, Shikoh, T: Babb)                   | 8:34  |
| 2.  | Third floor (A play in one act) (M: Shikoh, Schendel, T: Schendel) | 11:03 |
| 3.  | Babylon (M: Babb, T: Schendel)                                     | 7:55  |
| 4.  | A bird when it sneezes (M: Shikoh)                                 | 0:34  |
| 5.  | Sand (M: Schendel, T: Schendel)                                    | 5:46  |
| 6.  | Bandwagon (M: Schendel, T: Groves)                                 | 6:19  |
| 7.  | Haunted (M: Shikoh, T: Babb)                                       | 5:51  |
| 8.  | North wind (M: Babb, T: Babb)                                      | 9:25  |
| 9.  | Nothing, everything (M: Schendel, T: Groves)                       | 8:49  |

In Mythopoeia zit een citaat uit Tolkiens gedicht met dezelfde titel.